# Nouamane Lahlou
Nouamane Lahlou, né à Fès en 1965,  est un artiste marocain et compositeur de musique.

## Biographie
Nouamane Lahlou est né à Fès en 1965  où il a commencé ses études de musique dans le conservatoire de musique de la ville depuis l'âge de 10 ans. Après avoir obtenu son bac, il a décidé de voyager aux États-Unis où il rencontre le compositeur égyptien Muhammad Abd al Wahhab. Il suit ce dernier pour aller vivre au Caire et pour travailler comme chanteur et compositeur dans la radio et la television que dans l'Opera du Caire . 
Après l’Égypte, il rentre au Maroc pour commencer sa carrière d’artiste compositeur professionnel en musique marocaine .

## Discographie
Nouamane Lahlou est plus connu par les chansons Bladi Ya Zin Lboudane et Lamdina Laqdima. Une de ses dernières chansons est Lghzala Zagora".
Il a également composé plusieurs chansons pour des artistes tels que Fouad Zbadi, Latifa Raafat et Naima Samih.
En raison de la pandémie de Covid-19 au Maroc, il a publié sa nouvelle chanson Corona.